# Jason David Frank
Jason David Frank (ur. 4 września 1973 w Covinie, zm. 19 listopada 2022 w Houston) – amerykański aktor filmowy i telewizyjny oraz zawodnik mieszanych sztuk walki. Najbardziej znany z roli Tommy’ego Olivera – zielonego, a później białego wojownika w łącznie w ośmiu sezonach i 242 odcinkach serialu Power Rangers.

## Życiorys

### Wczesne lata
Urodził się w Covina w Kalifornii jako syn Janice Christine (z domu Soter; 1949–2016) i Raya C. Franka. Jego matka była w połowie Polką i w połowie Greczynką. Miał starszego brata, Erica Raya (ur. 14 października 1971, zm. 16 kwietnia 2001), który wystąpił w serialu Power Rangers Zeo jako David Trueheart, zaginiony przed laty starszy brat Tommy’ego. Uczęszczał do Bonita High School. Po raz pierwszy zainteresował się sztukami walki w młodym wieku. Mając cztery lata dostał się do swojej pierwszej szkoły karate – The Red Dragon Karate School. Gdy miał 12 lat, zaczął trenować inne dzieci, a gdy skończył 18 lat, on i jego przyjaciel postanowili założyć autorską szkołę walki. Dzięki znajomości wielu różnych stylów sztuk walki, w tym Shōtōkan, Wadō-ryū, taekwondo, judo, brazylijskie jiu-jitsu, boks tajski, Wing Chun, Jeet Kune Do i Aikido, Frank zebrał najbardziej praktyczne aplikacje, zmodyfikował je za pomocą jego własnej filozofii i stworzył własną mieszankę amerykańskiego karate, „Toso Kune Do”.

### Kariera
Początkowo był przesłuchiwany do roli Jasona Lee Scotta, Czerwonego Rangera, ale ostatecznie tę rolę otrzymał Austin St. John. W 1993 ponownie był przesłuchiwany i został obsadzony w roli Tommy’ego Olivera, Zielonego Wojownika, a później Białego Wojownika w serialu Mighty Morphin Power Rangers (1993–1996). Następnie grał postać Czerwonego Wojownika w seriach Power Rangers Zeo (1996) i Power Rangers Turbo (1997) oraz Czarnego Wojownika w serii Power Rangers Dino Grzmot (2004).
Nie wystąpił gościnnie w serialu Power Rangers SPD, gdyż nie chciano go ponownie zatrudniać ze względu na koszta. Z tego powodu twarz Tommy’ego Olivera w tym serialu nie jest pokazana, a głosu postaci użyczył Jeffrey Parazzo.
W 1994 został wprowadzony do galerii sław amerykańskiej federacji karate kung fu. W 2000 odebrał nagrodę „Program Direct Award”, w 2001 zdobył nagrodę „Centurion Club Award”. 28 czerwca 2003 otrzymał tytuł Mistrza roku w karate amerykańskim, a 28 czerwca 2003 został wprowadzony do galerii sław World Karate Union Hall of Fame. W 2005 został uhonorowany nagrodą Arnold Schwarzenegger Classics Master Appreciation Award. W 2007 został wprowadzony do galerii sław Black Belt Hall of Fame w Atlantic City w New Jersey.

## Życie prywatne
8 maja 1994 poślubił Shawnę. Para miała troje dzieci: dwóch synów – Jacoba (ur. 1996) i Huntera (ur. 1997) oraz córkę Skye. Jednak 11 kwietnia 2001 doszło do rozwodu. 17 maja 2003 ożenił się z Tammie, zawodniczką MMA, z którą ma dwie córki – Jennę Rae (ur. 2005) i adoptowaną Shaylę. W sierpniu 2022 Tammie złożyła pozew o rozwód.
Frank identyfikował się jako chrześcijanin i zaczął chodzić do kościoła po śmierci swojego brata, Erica. Miał także udział w tworzeniu chrześcijańskiej firmy zajmującej się mieszanymi sztukami walki o nazwie „Jesus Didn’t Tap”.

### Śmierć
Zmarł 19 listopada 2022 w Houston w Teksasie w wieku 49 lat. 30 listopada wdowa po Franku, Tammie, ujawniła, że Frank walczył z depresją oraz problemami ze zdrowiem psychicznym i zmarł w wyniku samobójstwa. Mieszkali w hotelu w osobnych pokojach. Po rozmowie z nim w jego pokoju Tammie zeszła na dół do hotelowego holu. Kiedy wróciła do pokoju Franka, nie otwierał drzwi. Przyjechała policja, otworzyła drzwi i znalazła martwego Franka w pokoju. Frank został pochowany w Forest Lawn-Covina Hills w swoim rodzinnym mieście Covina w Kalifornii wraz z bratem i matką.

## Lista walk w MMA

### Amatorskie
| Wynik   | Bilans | Przeciwnik    | Runda | Czas | Rozgrywki                           | Data       | Miejsce   | Uwagi                   |
| ------- | ------ | ------------- | ----- | ---- | ----------------------------------- | ---------- | --------- | ----------------------- |
| Wygrana | 4-0    | Carlos Horn   | 1     | 0:24 | UWC 8: Judgement Day                | 22.05.2010 | Fairfax   |                         |
| Wygrana | 3-0    | James Willis  | 1     | 0:23 | Texas Rage In The Cage: Cage Rage 7 | 08.05.2010 | McAllen   |                         |
| Wygrana | 2-0    | Chris Rose    | 1     | 2:09 | Lonestar Beatdown: Dallas           | 19.02.2010 | Arlington |                         |
| Wygrana | 1-0    | Jonathon Mack | 1     | 1:07 | Lonestar Beatdown: Houston          | 30.01.2010 | Houston   | Debiut w amatorskim MMA |

### Zawodowe
| Wynik   | Bilans | Przeciwnik           | Runda | Czas | Rozgrywki                            | Data       | Miejsce | Uwagi                   |
| ------- | ------ | -------------------- | ----- | ---- | ------------------------------------ | ---------- | ------- | ----------------------- |
| Wygrana | 1-0    | Jose Roberto Vasquez | 1     | 0:46 | Texas Cage Fighting – Puro Combate 1 | 04.08.2010 | Houston | Debiut w wadze ciężkiej |